# Hamoud
Hamoud este un oraș în Mauritania.